# Patricia Navidad
Ana Patricia Navidad Lara (Culiacán, Sinaloa, Meksiko, 20. svibnja 1973. - ) meksička je pjevačica i glumica, poznata po svojoj ljepoti i ljepoti svoga glasa. Pobijedila je na lokalnom natjecanju u ljepoti kad joj je bilo 17 godina. Ona je o pjevanju razmišljala prije nego o glumi, a podržavao ju je njezin otac Jesus.

## Karijera
Vjerojatno najpoznatije Patricijine uloge su one Indijanke Yadire (Ukleta Mariana) i Alicije Ferreire (Ružna ljepotica).
Druge serije u kojima je glumila:
- Zacatillo, un lugar en tu corazón
- La Fea Más Bella - Alicia Ferreira
- Mariana de la noche - Yadira
- Marimar - Isabel
- María Mercedes - Iris